# Aki Misato
Aki Misato (美郷 あき?, Misato Aki; prefettura di Saitama, 2 settembre 1981) è una cantante giapponese.
Il suo primo singolo, Kimi ga sora datta, è la sigla di chiusura dell'anime Mai-HiME.